# Earth 2160
Earth 2160 ist ein Echtzeit-Strategiespiel, das von Reality Pump entwickelt und von Zuxxez 2005 veröffentlicht wurde. Es ist der Nachfolger zu Earth 2150 und der dritte Teil innerhalb der Earth-Spieleserie.

## Veröffentlichung
Verleger Zuxxez ging gegen die laut eigenen Angaben mehr als 600.000 Downloads in Internet-Tauschbörsen vor und erstattete Anzeige gegen Verdächtige. Diese wurden vor die Wahl gestellt, den Vollpreis zu bezahlen, um eine Einstellung des Verfahrens zu bewirken oder Widerspruch einzulegen.
2006 erschien Earth 2160 bei Steam als einer der ersten Titel. 2009 beschädigte ein Steam Client Update das Spiel, worauf zunächst zögerlich mit Rückerstattungen reagiert wurde. Später wurde es komplett aus dem Angebot genommen. Am 1. März 2010 erschien Earth 2160 erneut in Form der Universe Edition. Für Linux und macOS erschien 2016 eine Portierung mit der Zwischenschicht Wine.

## Rezeption
Earth 2160 sei enorm umfangreich. Jede Fraktion verlange eigene Aufbau- und Kampftaktiken, der Technologiebaum sei komplex und die Kampagne umfasse 80 bis 100 Stunden Spielzeit. Entwickler Reality Pump knüpfe an die hohe Qualität der Vorgänger an und setze grafisch Maßstäbe. Bei der Steuerung der Einheiten fehlen jedoch Formationen oder zumindest eine einheitliche Marschgeschwindigkeit in Gruppen. Die Wegfindung sei teils suboptimal. Die Kampagne spiele sich manchmal zäh und oft dominiere das Prinzip: zerstöre alle Feinde. Im Mehrspieler fahre es seine Stärken besonders auf. Der Karteneditor sei mächtig. Die hohe Komplexität könne Neulinge überfordern. Technisch stelle es eine neue Referenz im Genre dar. Die leicht sterilen Umgebungen oder blassen Helden, vor allem jedoch die teilweise unpassend besetzten Synchronsprecher senken jedoch die Atmosphäre. Der Soundtrack sei in den gesungenen Passagen nicht gelungen. Der Schwierigkeitsgrad sei enorm hoch. Werden unpassende Einheiten produziert, ist man schnell stark unterlegen.